# Kanton Senones
Senones is een voormalig kanton van het departement Vogezen in Frankrijk. Het kanton maakte deel uit van het arrondissement Saint-Dié-des-Vosges tot het op 22 maart 2015 werd opgeheven en de gemeenten werden opgenomen in het kanton Raon-l'Étape.

## Gemeenten
Het kanton Senones omvatte de volgende gemeenten:
- Ban-de-Sapt
- Belval
- Châtas
- Denipaire
- Grandrupt
- Hurbache
- Ménil-de-Senones
- Le Mont
- Moussey
- Moyenmoutier
- La Petite-Raon
- Le Puid
- Saint-Jean-d'Ormont
- Saint-Stail
- Le Saulcy
- Senones (hoofdplaats)
- Le Vermont
- Vieux-Moulin